# Медальерное искусство
Медалье́рное иску́сство — искусство изготовления монет и медалей: гравирование штемпелей для чеканки или, в древности и Средние века, лепки форм для отливки монет и медалей. Вид пластического искусства малых форм, родственный глиптике.
Материалом для монет и медалей служат металлы — медь, серебро, золото и другие — которые, благодаря пластичности и относительной прочности, позволяют добиться четкости изображаемых мелких деталей.
Для медальерного искусства свойственны устойчивость композиционных приёмов и иконографических типов, ясная и лаконичная пластика. Это связано с необходимостью вписать все элементы в заданную форму, не разрушая при этом конструктивного единства надписей и изображения. В медальерном искусстве широко используются эмблемы, символы и аллегории.

## Исторический очерк
Медальерное искусство появилось с первыми монетами на рубеже VIII и VII века до н. э. в Лидии и Древней Греции.
Литьё как способ изготовления монет применялось в древности только в Италии, в V—III веках до н. э., а затем там же в XV—XVI веках. Как в древности, так и в эпоху Возрождения к нему прибегали исключительно ввиду невозможности, при несовершенных технологиях того времени, чеканить монеты и медали в очень большом, требовавшемся тогда формате. За исключением Италии, в древности везде применялась для изготовления монет чеканка. Древнейшие из всех существующих монет, лидийские, выбитые в начале VII века до н. э., уже сделаны посредством чеканки.
До наших дней дошли матрицы, служившие для выбивания монет только с I века нашей эры, и только галльские; греческих образцов нет. Большинство их из меди, лишь некоторые из стали. Сталь стала применяться для чеканки только во времена римских императоров. Мягкость первого металла, употреблявшегося, конечно, и для матриц греческих монет, по крайней мере древнейшего периода, обусловливала быстрое стирание штемпелей и необходимость частой их перемены, чем и объясняется колоссальное количество дошедших до нас разновидностей древней монеты даже одного и того же типа.

### Эпоха античности

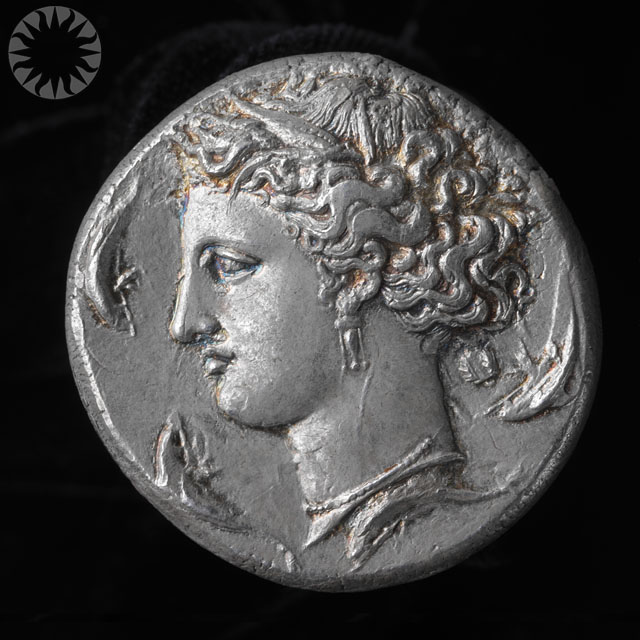
Сиракузская декадрахма. Около 400 года до н. э.

Медальерное искусство стояло в древности на одной высоте с современными ему другими отраслями графических и пластических искусств. В Греции IV века до н. э. медальерное искусство, наравне с другими видами искусств античной эпохи, достигло высшего художественного развития. Древнегреческие источники не сохранили до наших дней имён авторов превосходных античных произведений медальерного искусства, которые Иоганн Винкельман приравнивал к лучшим произведениям древнегреческой пластики. Только монеты (преимущественно сицилийские) подписанные именами медальеров, дают возможность узнать что-то о них. В Сиракузах наиболее знаменитыми медальерами были Кимон и Эвайнэт, работавшие во время тирании обоих Дионисиев. Как называлось у греков медальерное искусство и мастера, посвятившие ему себя, — остаётся неизвестным. Причиной умолчания о том древних писателей, как полагают, было то обстоятельство, что в Греции это искусство никогда не составляло отдельной художественной отрасли: им занимались гравёры на драгоценных камнях (греч. γλύπται).

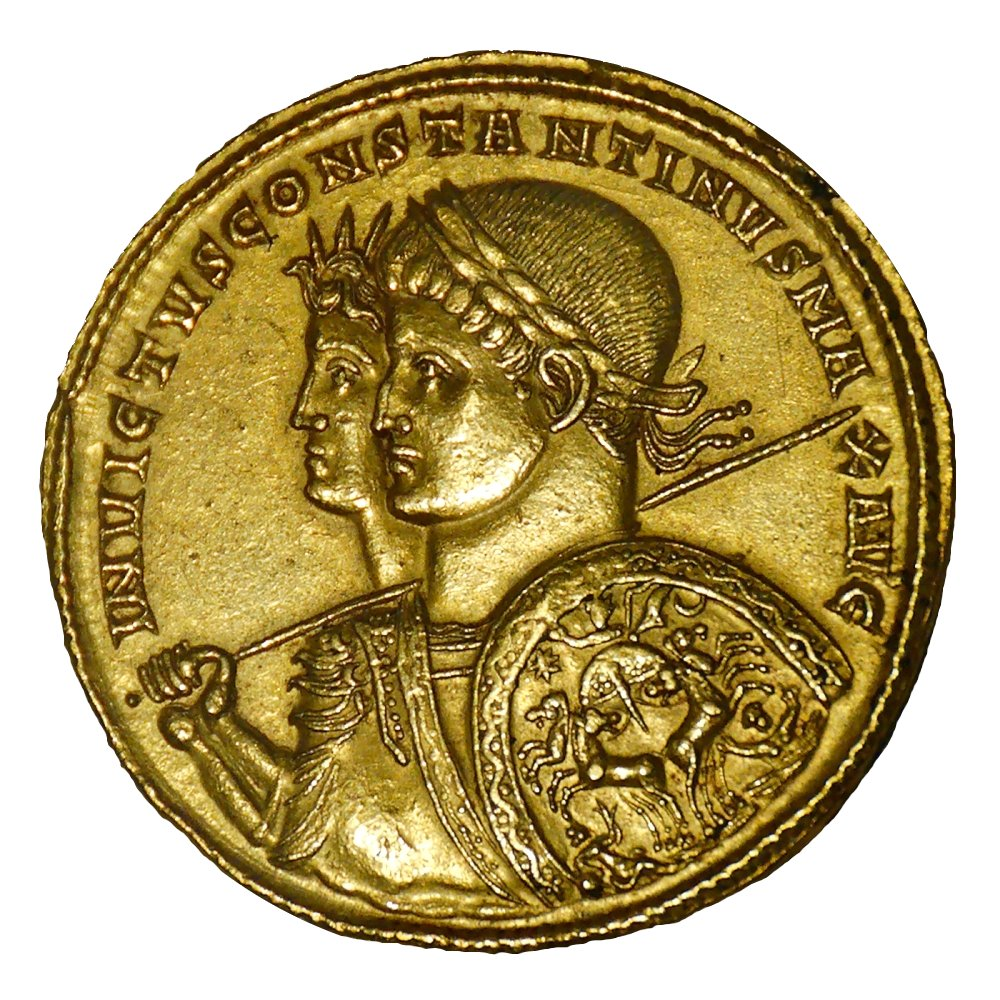
Монета римского императора Константина Великого. IV век

Известно, что у римлян медальеры носили название scalptores monetae и при каждом монетном дворе составляли особую корпорацию, во главе которой стоял praepositus. По большей части это были рабы, некоторые — вольноотпущенные. Несмотря на весьма высокую степень своего мастерства, по крайней мере в некоторые эпохи, медальеры не пользовались в Древнем Риме тем почётом, каким они были окружены у греков; на них смотрели как на простых ремесленников, и ни одна из дошедших до нас бесчисленных римских монет не носит на себе подписи художника.
Особенность древних монет, сравнительно с современными, составляют высокий горельеф, применяемый в настоящее время только при чеканке медалей, и неправильная форма монетного кружка. Римские монеты, хотя и значительно уступают греческим в художественности, однако в отношении округлённости и барельефа гораздо ближе к современным, чем к греческим.
В древности не чеканили медалей, то есть памятных монет, не имеющих денежного обращения и предназначенных для увековечивания определённых событий или знаменитых людей. Для таких целей греки, как и римляне, применяли сами монеты, имевшие хождение; это делает интересным и важным в историческом отношении собирание и исследование греческих и римских нумизматических памятников.
Несмотря на простоту приёмов монетной чеканки в античности, им удавалось выбивать монеты как чрезвычайно малого размера (до 3 мм в диаметре; например, эфесские гемитартеморионы в 1/8 обола), так и очень большие (до 58 мм в поперечнике, например, золотой царя Бактрии Евкратида, в 20 статиров). Монеты ещё большего размера не чеканились, а отливались. Таким образом исполнены римские декуссисы, 116 мм в поперечнике. Особенность древнейших монет — четырёхугольное углубление неправильной формы на реверсе, произведённое острыми шипами нижней матрицы, которые при ударе молотком по верхней матрице вонзались в монетный кружок и держали его неподвижно при последующих ударах мастера. Такой способ фабрикации мы находим в монетах VII—V веков до н. э. В нумизматических памятниках греческих колоний Южной Италии в это время употреблялись выпуклые типы на лицевой стороне и вогнутые на задней. Это достигалось через чеканку штемпелями, имевшими для аверса врезанный, а для реверса выпуклый тип. При этом реверсный тип обыкновенно повторяется на лицевой стороне, но в вогнутом виде, хотя встречаются также монеты, имеющие на обороте изображение, отличное от лицевого.

### Средневековье

#### В Европе

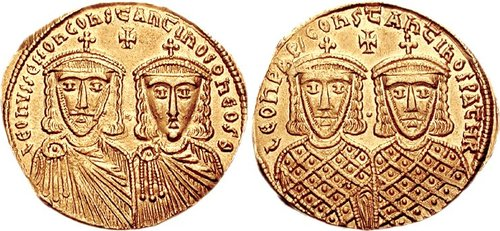
Золотой солид с портретами византийских императоров Льва IV и его сына Константина. VIII век

Упадок медальерного искусства начался в Древней Греции в начале III века до н. э.; затем продолжался, хотя и весьма медленно, но непрерывно, вплоть до падения Византийской империи в 1453 году. В Западной Римской империи падение медальерного искусства наблюдается уже в нумизматических памятниках II века н. э.; всё продолжение Средних веков до начала Возрождения, в XV веке, в Западной Европе медальерное искусство неразвито. Изображения на средневековых монетах делались всегда самым плоским рельефом, который требовался тонкой, бляхообразной формой самой монеты. Исключение составляют только так назазываемые брактеаты германских государств XII века, снабжённые изображением лишь на одной лицевой стороне. Тем удивительнее, что, будучи для денежного обращения локальными (и «короткоживущими») средствами платежа, многие брактеаты северонемецкой группы, созданные в промежутке между 30-ми гг. XII в. и третьим десятилетием XIII в., отличаются высочайшим художественным качеством. Не уступая по мастерству исполнения лучшим произведеним других видов декоративно- прикладного искусства, эти монеты являются настоящими шедеврами мелкой романской пластики. Расцвет в искусстве оформления северонемецких брактеатов примерно совпадает со временем правления императора Фридриха I Барбароссы. Помимо императора, эмитентами брактеатов выступали светские и духовные феодалы, а также города.
Штемпели для брактеатов очевидно изготавливаются в это время профессиональными ювелирами. Стилистически изображения на брактеатах этого времени относятся к позднему романскому искусству. Большинство монетных изображений представляют собой человеческие фигуры (правителей и святых), в симметричном обрамлении из архитектурных элементов (стен, башен, куполов, арок), образующих зачастую причудливый узор. Человеческие фигуры, всегда будучи стилизованными, отличаются тем не менее, тщательной проработкой деталей одежды и доспехов, правители и святые неизменно держат в руках атрибуты своей власти и достоинства. До XIII в. монетное изображение как правило снабжается надписями.
Стремительный расцвет в искусстве оформления северонемецких брактеатов XII в. сменяется столь же стремительным упадком в XIII в., когда изображения на монетах становятся грубыми и однообразно — схематичными.

#### В Древней Руси

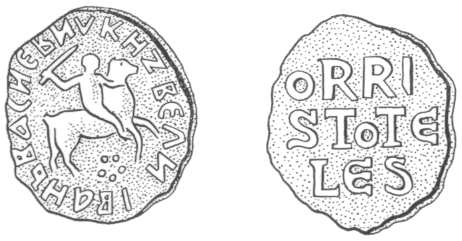
Монета, предположительно отчеканенная Фиораванти. Между 1475 и 1483 годом

В Киевской Руси древнейшие монеты великих князей киевских, Владимира Святославича, Святополка и Ярослава Мудрого, были гравированы византийскими медальерами. Затем чеканка монет в нашем отечестве полностью прекратилась в начале XI века, что привело к полному забвению у нас медальерного искусства. Остаётся неизвестным, откуда брались медальеры, делавшие матрицы для русских великокняжеских и удельных монет XIII—XV веков. При Иване III был выписан из Италии известный литейщик и зодчий Аристотель Фиораванти, который занялся также и гравированием монет.

### От Ренессанса до Нового времени

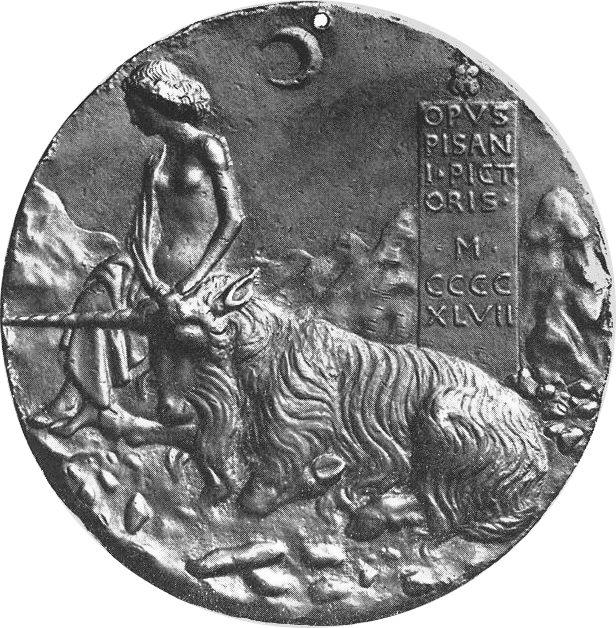
Пизанелло. Оборот медали с портретом Чечилии Гонзага

По всей видимости, в раннем Средневековье медали не выпускались, во всяком случае такие экземпляры неизвестны. Первые произведения этого рода относятся к концу XIV века. Они были созданы в Падуе около 1390 года неизвестным художником для герцогов Каррара. Существуют также венецианские медали 1393 и 1417 годов. Тем не менее, основателем современного нам медальерного искусства следует признать живописца Антонио Пизано, более известного под именем Пизанелло — медальера, работы которого впервые получают характер памятников искусства, а не ремесла. Первая отлитая им медаль была сделана для предпоследнего византийского императора Иоанна VIII Палеолога, которого Пизанелло видел на Флорентийском соборе в 1437—1439 годах. В XV—XVI веках появились другие мастера, которые подняли медальерное искусство на новый уровень. В их числе: Джованни Мария Помеделло, Леоне Леони, Джакоппо Треццо, Пасторино ди Сиенна, Сперандио ди Мантова, Бенвенуто Челлини, Аннибале Фонтана, Алессандро Витторио и Франческо Лаурина, Жан Дюве. Произведения этих художников, отлитые из бронзы, свидетельствуют о знакомстве авторов с античными образцами.
Из Италии вновь возродившееся искусство распространилось по всем странам Западной Европы, но в самой Италии продержалось на высоте очень недолго. Уже с XVII века произведения итальянских авторов утрачивают художественное достоинство и постепенно становятся продуктами ремесла. Во Франции медальерное искусство процветает с XVI века почти до конца XVII века. Наиболее искусные французские медальеры этого периода — Гийом Дюпре (Guillaume Dupré, годы жизни 1576—1643) и братья Варен (Varin). В Германии XVI века выделялись такие мастера, как Альбрехт Дюрер, Генрих Рейц и Фридрих Гагенауер, знаменитый живописец и гравёр; здесь впервые на медалях появляются религиозные сцены. В XVII веке им на смену пришли талантливые резчики Себастьян Дадлер (годы жизни 1586—1657) и Готфрид Лейгебе, служивший у курфюрста Бранденбургского Фридриха Вильгельма I.

### XVIII и XIX век

#### В России
Все русские монеты допетровского времени гравированы очень грубо. Только при Петре I в России впервые появились круглые монеты довольно изящной работы, изготовленные выписанными из-за границы медальерами. Пётр повелел выбить серию памятных медалей, посвящённых победам в Великой Северной войне. В царствование Анны Иоанновны и Елизаветы Петровны над памятными медалями работал академик Якоб Штелин. Наконец при Екатерине II было обращено внимание на художественность изготовления монет и медалей, и в 1764 году основан особый медальерный класс в Императорской академии художеств. Здесь первым профессором медальерного искусства был француз Пьер-Луи Вернье.
Одним из ведущих художников русской медальерной школы считается Тимофей Иванов (1729—1802). Т. Иванов — автор многих медалей и памятных знаков, посвящённых знаменательным историческим событиям времён царствования Петра I и Екатерины II. В царствование Екатерины II и Павла I особенной известностью пользовались в России медальеры Гасс, Иегер и Леберехт. Ученицей последнего была императрица Мария Фёдоровна, изготовившая штемпели для коронационной медали Павла I и медаль Александра I с надписью «Избавитель народов».
При Александре I, равно как и при Николае I наиболее выдающимся медальером был граф Ф. П. Толстой, исполнивший ряд медальонов с аллегорическими изображениями событий Отечественной войны 1812 года. Среди русских медальеров прошлого выдающееся положение занимают А. П. Лялин, П. П. Уткин, работавший в 1831-52 годах, и В. В. Алексеев, ставший в 1871 году последним профессором медальерного искусства в Академии Художеств (при введении нового устава Академии в 1894 году медальерный класс был закрыт) и А. Ф. Васютинский.

#### В Западной Европе
Одним из наиболее выдающихся медальеров XVIII века стал немецкий мастер Филипп Хейнрих Мюллер (Philipp Heinrich Müller, годы жизни 1654—1719). Он работал на монетных дворах Аугсбурга, Нюрнберга и Зальцбурга, выполняя заказы для разных стран. В частности, им создано несколько медалей для Швеции в период Северной войны (1700—1721).
Из французских авторов этого периода особенно стоит отметить Жана Дювивье (Jean Duvivier, годы жизни 1687—1761) и его сына Бенжамина (Pierre-Simon-Benjamin Duvivier, годы жизни 1728/30-1819). В 1774 году благодаря поддержке короля Луи XVI Бенжамин получил должность гравёра на Парижском монетном дворе. Он вырезал не только медали, но и штемпели для монет (в частности, для золотых луидоров). В XIX веке французская медальерная школа достигла своего расцвета. В это время свои лучшие произведения создают Бертран Андрю (Bertrand Andrieu, годы жизни 1761—1822), Жан-Жак Барре (Jean Jacques Barre, 1793—1855), Николас Брене (Nicolas Brenet, 1773—1846). Дальнейшее развитие медальерного искусства связано с именем Шапелена. Его последователи и ученики Шапю, Роти, Ботте, Дюбуа, Верно и другие переняли авторскую манеру — очень низкий барельеф, но стали использовать более реалистическое направление в сюжетах. Стоит отметить также талантливого французского гравёра Огюста Каэна, Р. Отто в Германии, Иоганна Баптиста Рота в Австрии, Джона Пинчеса в Англии.
В Италии в XIX веке работало множество талантливых мастеров. Среди них братья Джузеппе и Франческо Бьянчи (Giuseppe e Francesco Bianchi), Томазо Меркандетти (Tommaso Mercandetti, 1758—1821), Филиппо Сперанца (Filippo Speranza, 1839—1903), братья Джузеппе и Никколо Цербара (Giuseppe e Niccolò Cerbara). Помимо медалей, Никколо Цербара создавал также штемпели для некоторых итальянских монет, например для скудо папы римского Григория XVI.
Широкую известность получил венский придворный медальер Антон Шарфф (Anton Scharff), работавший отчасти во французской манере, но показавший в своих произведениях немало самобытности и изящества.

## Техника медальерного искусства
Традиционная технология, существовавшая до конца XX века, предполагала изготовление лепной восковой модели по эскизу. Лепка обыкновенно производилась на доске из наложенного на неё цветного скульптурного воска или из глины, причём употреблялись специальные тонкие заострённые палочки различных размеров. Величина вылепленной модели обычно в 3-4 раза превосходила формат предполагаемой медали.
Когда восковая модель была готова, с неё отливался гипсовый слепок. С такого слепка, в свою очередь, делалась отливка из так называемого «жёсткого чугуна» или изготавливалась отливка методом гальванопластики. С такой выпуклой модели при помощи гравировальных машин делали маточник или матрицу из стали, формат которой точно соответствовал проектируемой монете или медали (подобные машины использовались во Франции ещё в конце XVIII столетия). При необходимости художник проводил грабштихелем коррекцию маточника. После обязательной закалки маточник использовали для выдавливания матрицы или штемпеля, который и служил для чеканки самой монеты или медали.
Для серебряных и медных медалей принято также патинирование, которое уничтожает блеск металла, препятствующий визуальному восприятию деталей медали. В России при изготовлении серебряных и золотых медалей обыкновенно полируют поля штемпелей. Вследствие такой полировки получается матовое изображение, эффектно выделяющееся на гладком, блестящем фоне металла. Кроме трёх так называемых «монетных металлов» (золота, серебра и меди), для изготовления медалей иногда употребляются платина, палладий, никель и алюминий.